# Stehlikiana gryllula
Stehlikiana gryllula är en insektsart som beskrevs av Gustav Breddin 1901. Stehlikiana gryllula ingår i släktet Stehlikiana och familjen dvärgstritar. Inga underarter finns listade i Catalogue of Life.